# Skovsyre
Skovsyre (Oxalis acetosella) er en 5-10 cm høj urt, der vokser på mager bund i skove og krat. Planten indeholder det giftige stof, oxalsyre. Planten har det, der kaldes "søvnbevægelse", sådan at bladene klappes ind ved udtørring. Skovsyres blade ligner kløverblade. Deraf det andet danske navn, Surkløver.

## Beskrivelse
Skovsyre er en flerårig urt med en tueformet vækst. De tynde, spredthårede bladstilke er opstigende og bærer hver især kun ét blad. Bladet er trekoblet med hjerteformede småblade, sådan at det overfladisk ligner et kløverblad. Deraf det andet danske navn: Surkløver. Småbladene er helrandede med en lysegrøn, spredt håret overside og en blålig til grågrøn underside.
Blomstringen sker i april-maj, hvor man finder de enlige blomster siddende endestillet på særlige stængler. Blomsten er regelmæssig med fem hvide eller svagt lyserøde kronblade, der har rødviolette årer. Frugterne er kapsler med fem rum og mange frø.
Rodnettet består af en krybende jordstængel med forholdsvis få trævlede rødder.
Højde x bredde og årlig tilvækst: 0,10 x 0,10 m (10 x 10 cm/år).

## Voksested
Skovsyre er udbredt i alle tempererede områder af Europa og Asien. I Danmark findes den over hele landet, omend mere spredt i Nord- og Vestjylland. Den foretrækker skyggede voksesteder med fugtig, let sur og ret næringsfattig jord.
I Nøddedalen ved Lien i Fosdal Plantage findes arten i gammel stævningsskov sammen med bl.a. hassel, alm. hyld, alm. mangeløv, vorterod, dyndpadderok, engnellikerod, glat løvefod, gråpil, hvid anemone, kratviol, skovgaltetand, stor fladstjerne og storblomstret kodriver

## Anvendelse
Skovsyre er spiselig og smager friskt og syrligt, og det frister til at bruge hele planter til såvel salater som anden madlavning, men det er vigtigt at huske på, at planten indeholder oxalsyre, som er giftigt i større mængder.
| Portal | Portal:Botanik |

## Note
1. ↑  Skov- og Naturstyrelsen: Fosdal Plantage